# Lori ventrenegre
El lori ventrenegre (Eos squamata) és una espècie d'ocell de la família dels psitàcids que habita boscos de les Moluques Septentrionals i illes Raja Ampat.